# Jamajka na Letních olympijských hrách 2000
Jamajka se účastnila Letní olympiády 2000. Zastupovalo ji 48 sportovců (22 mužů a 26 žen) v 4 sportech.

## Medailisté
| Medaile | Jméno | Sport    | Soutěž                     |
| ------- | --- | -------- | -------------------------- |
| Stříbro | Lorraine Grahamová | Atletika | Ženy běh na 400 m          |
| Stříbro | Deon Hemmingsová | Atletika | Ženy běh na 400 m překážek |
| Stříbro | Tayna Lawrenceová | Atletika | Ženy běh na 100 m          |
| Stříbro | Tayna Lawrenceová Veronica Campbellová Beverly McDonaldová Merlene Otteyová Merlene Frazerová (v rozběhu)                                 | Atletika | Ženy štafeta 4 × 100 m     |
| Stříbro | Sandie Richardsová Catherine Scottová Deon Hemmingsová Lorraine Grahamová Charmaine Howellová (v rozběhu) Michelle Burgherová (v rozběhu) | Atletika | Ženy štafeta 4 × 400 m     |
| Stříbro | Christopher Williams Danny McFarlane Michael Blackwood Greg Haughton Sanjay Ayre (v rozběhu) Michael McDonald (v rozběhu)                 | Atletika | Muži štafeta 4 × 400 m     |
| Bronz   | Greg Haughton | Atletika | Muži běh na 400 m          |
| Bronz   | Beverly McDonaldová | Atletika | Ženy běh na 200 m          |
| Bronz   | Merlene Otteyová | Atletika | Ženy běh na 100 m          |